# Zemětřesení na Novém Zélandu 2016
K silnému kaikourskému zemětřesení, jak se na Novém Zélandu podle správního centra stejnojmenného okresu označuje, došlo 14. listopadu 2016 v 00:02:56 po půlnoci místního času. Jeho epicentrum leželo 5,7 km východně od Rotherhamu a 3,6 km jihozápadně od Waiau, ve vnitrozemí při východním pobřeží Jižního ostrova v hloubce 15 km. Mělo sílu 7,8 stupně momentové škály. Podle Mercalliho stupnice bylo ohodnoceno stupněm VIII a ještě ve 200 km vzdáleném Wellingtonu dosahovalo stupně VI až VII. Bylo to nejsilnější zemětřesení na Novém Zélandu od roku 2009, kdy došlo ke stejně silným otřesům na jihozápadním konci ostrova ve fjordu Dusky. Zemětřesení bylo pociťováno na téměř celém území Nového Zélandu, uvolnilo se při něm množství sesuvů. Následovaly stovky dotřesů, z nichž ty nejsilnější měly sílu 6,3.
Úřady vydaly pro celé pobřeží varování před tsunami. Bylo možné ho pozorovat po celé délce novozélandského pobřeží, na východní straně ostrova místy dosáhla povodňová vlna výšky 2,6 metru.

## Dopady zemětřesení
Kromě výpadku proudu byly postižené části regionu Canterbury odříznuty od okolního světa i komunikačně. Četné silnice byly zavaleny sesuvy, které postihly rovněž železniční trať podél pobřeží (Coastal Pacific). Sesuv půdy přehradil řeku Clarence, vzniklá hráz se druhý den uvolnila a způsobila tím dodatečnou povodňovou vlnu.
Na základě lokálních měření bylo zjištěno, že na obou ostrovech došlo v důsledku zemětřesení k horizontálním i vertikálním změnám. Změny potvrdily všechny místní měřící stanice. Došlo k nim především v severních oblastech Jižního ostrova, na Severním ostrově šlo o oblastí od jižního konce ostrova až k Aucklandu. Největší změnu v horizontálním směru zaznamenala měřící stanice Cape Cambell, šlo o posun o 2 metry ve směru SSV. Na druhé straně největší vertikální posun byl zaznamenán na pobřeží u Waipapa Bay, jeho základna se zde zvedla o skoro 5,5 metru.

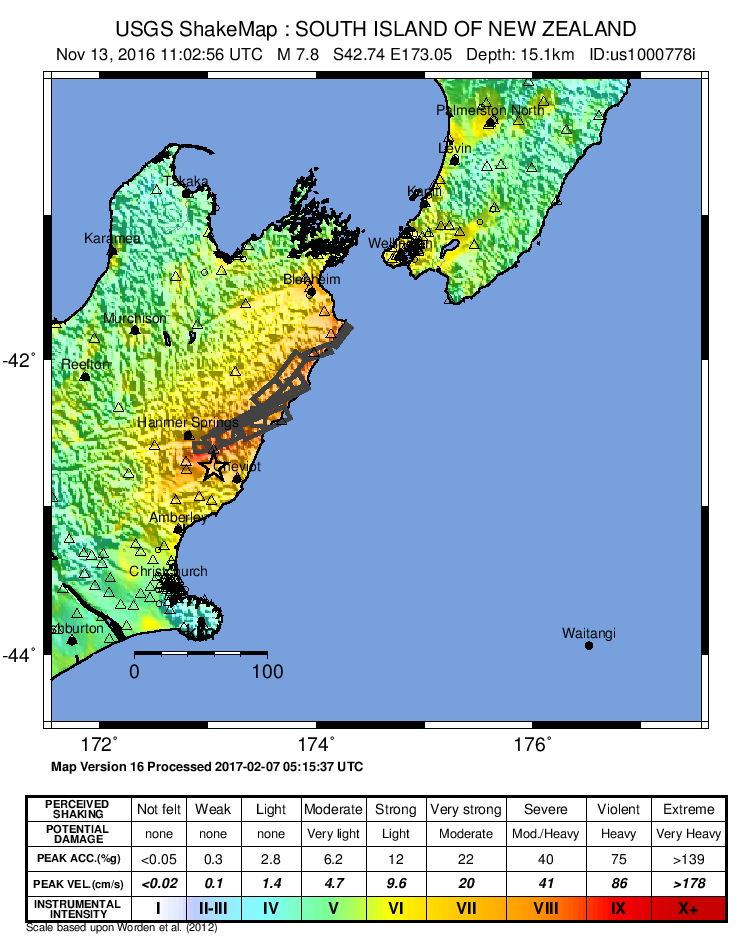
Mapa zemětřesení USGS

Město Kaikoura a okolí bylo nutné zásobovat potravinami a léky prostřednictvím helikoptér, které startovaly z lodí, jež připluly postiženým oblastem na pomoc.
Zemětřesení způsobilo poškození budov a výpadky proudu. Pod troskami byla nalezena stoletá živá žena. Zemřeli 2 lidé (jeden pod troskami domu a druhý na infarkt), počet zraněných dosáhl 57.